# Rosário de Cristal

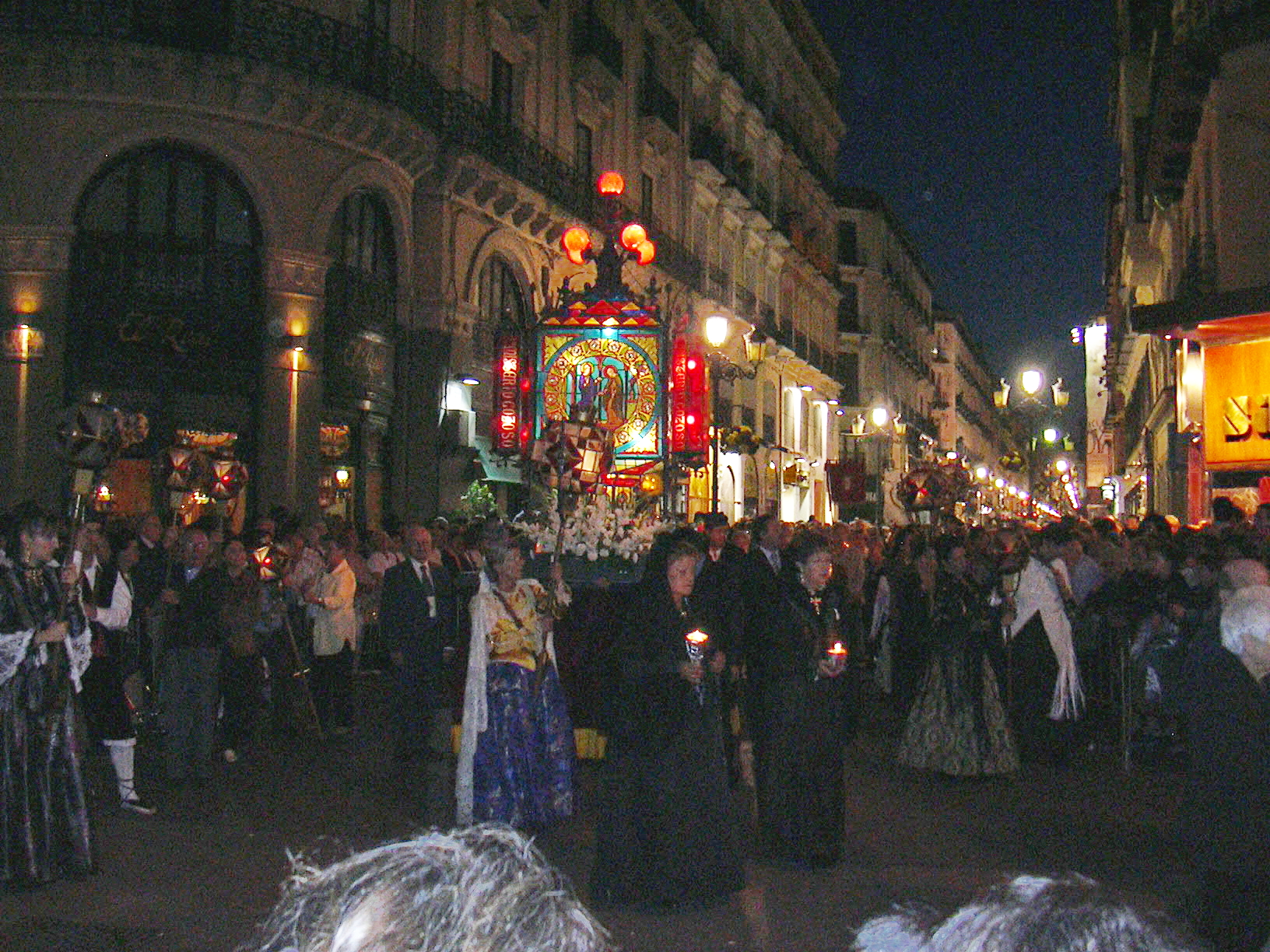
Rosário de cristal de Saragoça

O Rosário de Cristal é um dos acontecimentos mais relevantes das festividades do Pilar em Saragoça, embora pouco conhecido fora de Aragão, é a procissão que se realiza na noite de 13 de outubro.

## História
A sua origem remonta ao século XIX. No início de 1889  foi fundada a Real Cofradía del Santísimo Rosario de Nuestra Señora del Pilar,  cujo presidente (José M. Pra y Duarte) transmitiu uma ideia que já estava sendo desenvolvida na cidade de Calatayud, que consiste em dotar a procissão do Rosário de uma coleção de lanternas que seriam transportadas pelos fiéis em vez dos tradicionais machados, velas e estandartes até então utilizados. As lanternas simbolizariam cada uma das partes do rosário que os devotos rezavam: os Mistérios, o Pai Nosso, as Ave-Marias, as Glórias e a Ladainha.

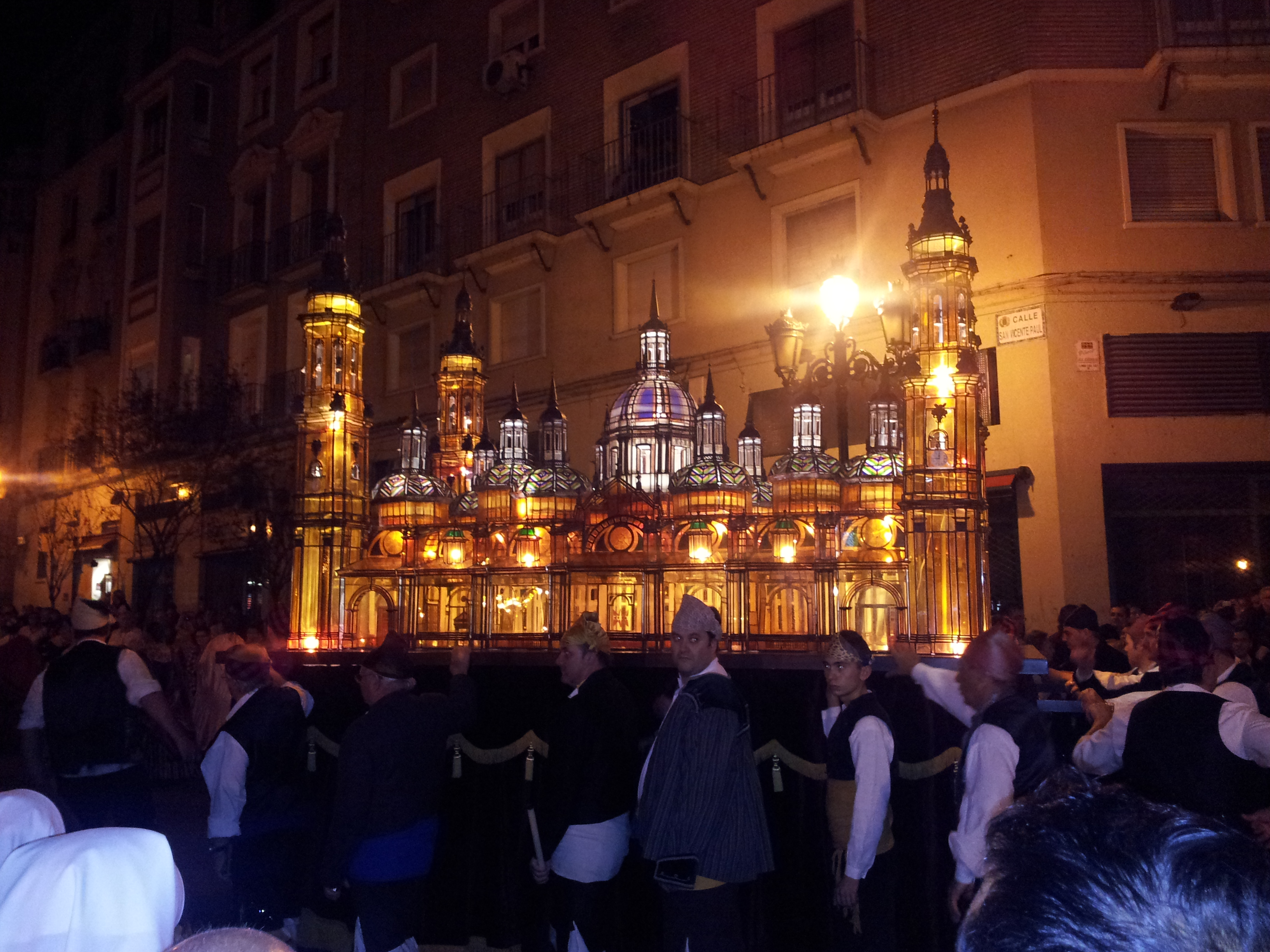
Flutuar com a lanterna do pilar

A encomenda foi feita ao arquiteto camarário Ricardo Magdalena,  que concebeu o projeto em duas fases. Na primeira seriam construídas as lanternas correspondentes aos Pai-Nossos, Ave-Marias, Glórias e Ladainhas. Na segunda, os quinze mistérios, maiores e mais monumentais que os anteriores, construídos para serem transportados em carros alegóricos.
Como escrito por J. Nasarre em 1889 "Con febril actividad se trabajó a fin de que estuviera dispuesta la colección de faroles para el día 12 de octubre de 1889, y en la noche de ese día, presenció Zaragoza y los muchos forasteros que concurren a las renombradas fiestas del Pilar, la grandiosa procesión del Rosario, bajo la nueva forma dispuesta. El efecto producido excedió a toda ponderación". Em 1890 seria concluída a segunda fase da obra e na procissão, que decorreu na tarde do dia 13, pôde ser vista a obra acabada. Foi a partir deste dia, quando a multidão de vitrais iluminados foi mostrada pela primeira vez, que foi popularmente chamado de “Rosário de Cristal”.
A partir desse momento, quando o cortejo forma o seu corpo mais importante, são feitas diferentes alterações e melhorias, à medida que as doações continuam, completando o cortejo com novas peças, incluindo lanternas e carros alegóricos, ou restaurações das peças originais. A tecnologia também ganha espaço na tradição, que em 1957 incorporou o sistema de alto-falantes ao percurso e em 1969 substituiu as velas das lanternas por iluminação elétrica alimentada por baterias.
Esta procissão tem sido celebrada ininterruptamente todos os anos. No entanto, foi suspenso em ocasiões especiais, como durante os anos da [Primeira República Espanhola], quando a procissão não acontecia por medo de que pudessem quebras as peças.

## Composição

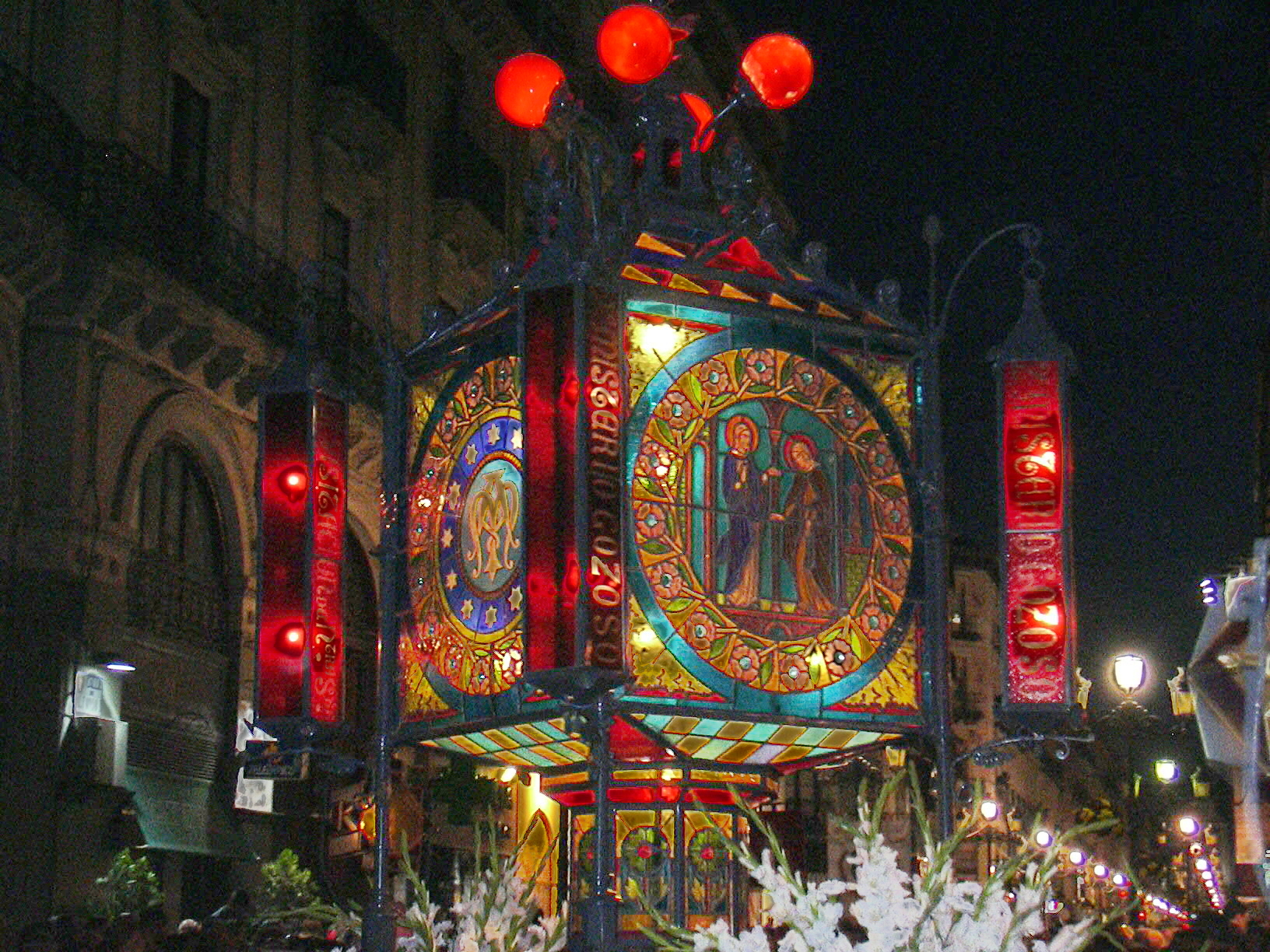
Lanterna Rosário de Cristal

A procissão personifica um rosário, em que as contas foram substituídas por lanternas de vidro. Nele encontramos quinze lanternas monumentais transportadas com carros alegóricos, diferentes para cada um dos Mistérios, além de lanternas manuais: 20 para os Pais-Nossos, 200 para as Ave-Marias, 20 para as Glórias, 4 para as saudações e 63 para a Ladainha. Todos eles foram desenhados pelo arquiteto Ricardo Magdalena exceto os correspondentes aos mistérios luminosos.
As lanternas monumentais possuem estrutura de ferro, adornadas com peças de estanho e latão, além dos vitrais com imagens que representam os mistérios da casa Degrand de Bordéus. A cor varia dependendo do tipo de mistério que está sendo contemplado. Nos Gozosos, referente ao nascimento e infância de Jesus, as cores predominantes são o vermelho e o verde, nos Dolorosos, correspondente a cenas da Paixão, o violeta e o verde. Por fim, nos Gloriosos, típicos da Ressurreição e da Ascensão, os dominantes são o branco e o azul. Além disso, cada um deles tem escrito o mistério que representa.

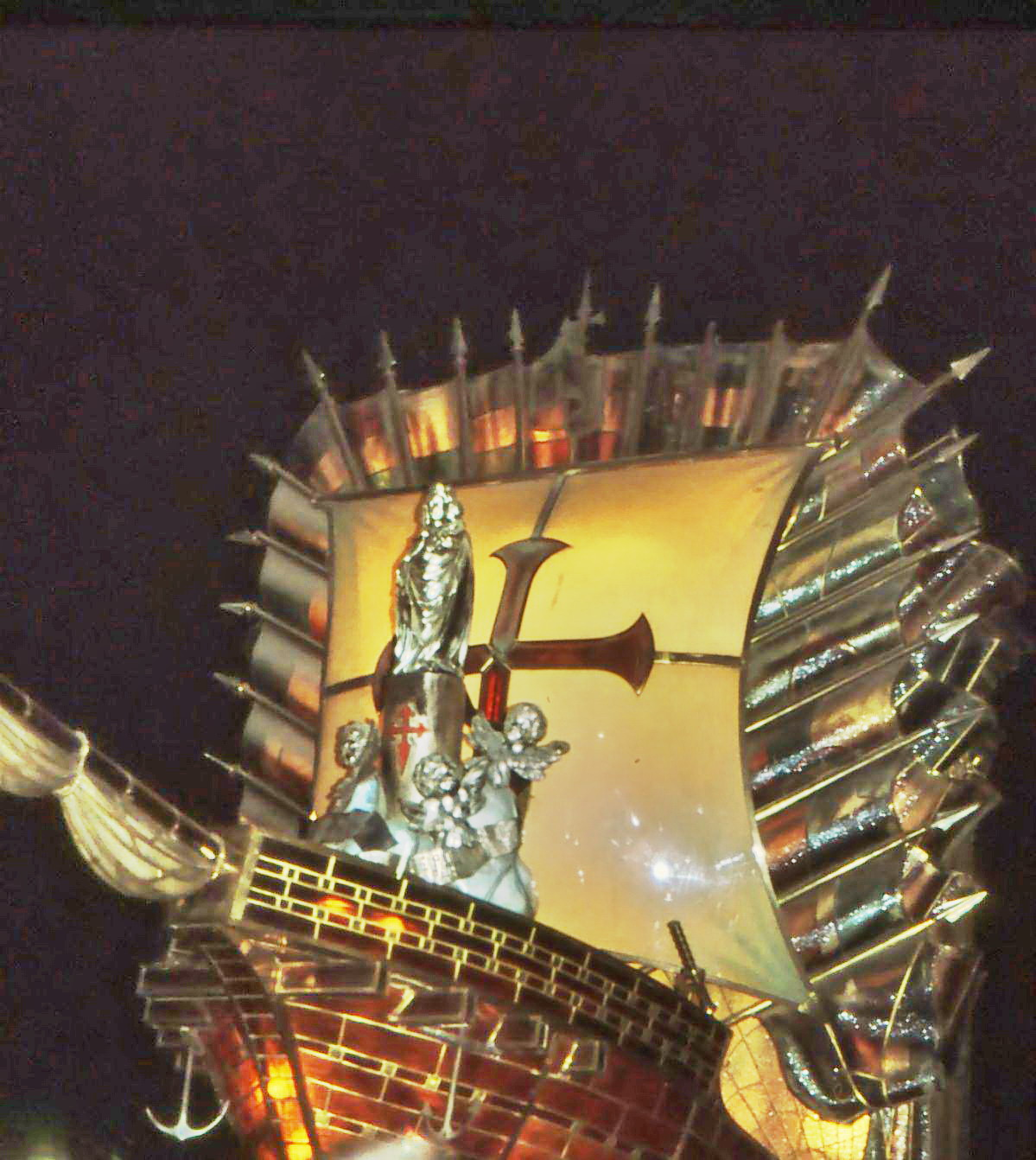
Flutuador da Hispanidad

As lanternas portáteis são muito mais simples e menores. Possuem formas geométricas e são encimadas por uma coroa metálica. Cada uma delas tem o nome da oração que simboliza escrito no centro. Todos foram construídos nas oficinas Quintana, em Saragoça, em 1890.
A procissão é completada com outras lanternas e esculturas, que, embora não façam parte do que seria a oração, são igualmente importantes no Rosário de Cristal. É o caso da lanterna “ La gran Cruz del Rosario ” que abre a procissão, doada em 1891 por León Quintana, proprietário da oficina onde foram confeccionadas as lanternas que compõem o rosário. O desenho também é de Ricardo Magdalena, como nos casos anteriores.
O carro alegórico com a lanterna do templo do Pilar também é uma peça distintiva. Esta grande obra é composta por milhares de peças de vidro que reproduzem a Basílica tanto no exterior como no interior, que podem ser vistas através do vidro da fachada. Foi construído pelo advogado Policarpo Valero y Bernabé. Apareceu pela primeira vez no Rosário geral de 1872, antes mesmo de existir o Rosário de Cristal. Devido à sua fragilidade teve que ser restaurado duas vezes, uma vez em 1895 e outra em 1993.
É importante também que “La Hispanidad” recorde a condição da Virgem do Pilar como padroeira da América Latina. Foi doado pela Câmara Municipal, que encomendou a obra aos arquitetos saragozenses José e Manuel Romero Aguirre. Apareceu pela primeira vez na procissão em 1946.
Outras lanternas representativas são “El Alcázar de Toledo”, “la Salve”, “La Marina”, “La Sagrada Familia”, “Ángelus”, “Santuários Marianos” ou “Venida de Nuestra Señora”.
Existe um Museo de los Faroles y Rosario de Cristal onde estas peças podem ser vistas durante todo o ano.